# Felicina
Felicina é um distrito do município brasileiro de Açucena, no interior do estado de Minas Gerais. Segundo o censo demográfico de 2022, realizado pelo Instituto Brasileiro de Geografia e Estatística (IBGE), sua população era de 727 habitantes e havia 267 domicílios particulares permanentes ocupados. Possui área de 161,83 km² conforme a Fundação João Pinheiro (FJP).
De acordo com o IBGE, em 2010 a população era de 826 habitantes e havia 325 domicílios particulares.
Foi criado pelo decreto-lei estadual nº 148 de 17 de dezembro de 1938, então pertencente a Governador Valadares e com o nome de São Félix. Passou a pertencer a Açucena pelo decreto-lei estadual nº 1.058 de 31 de dezembro de 1943, após a emancipação deste município, quando o distrito também recebeu sua denominação atual.